# Canon de 4 modèle 1858

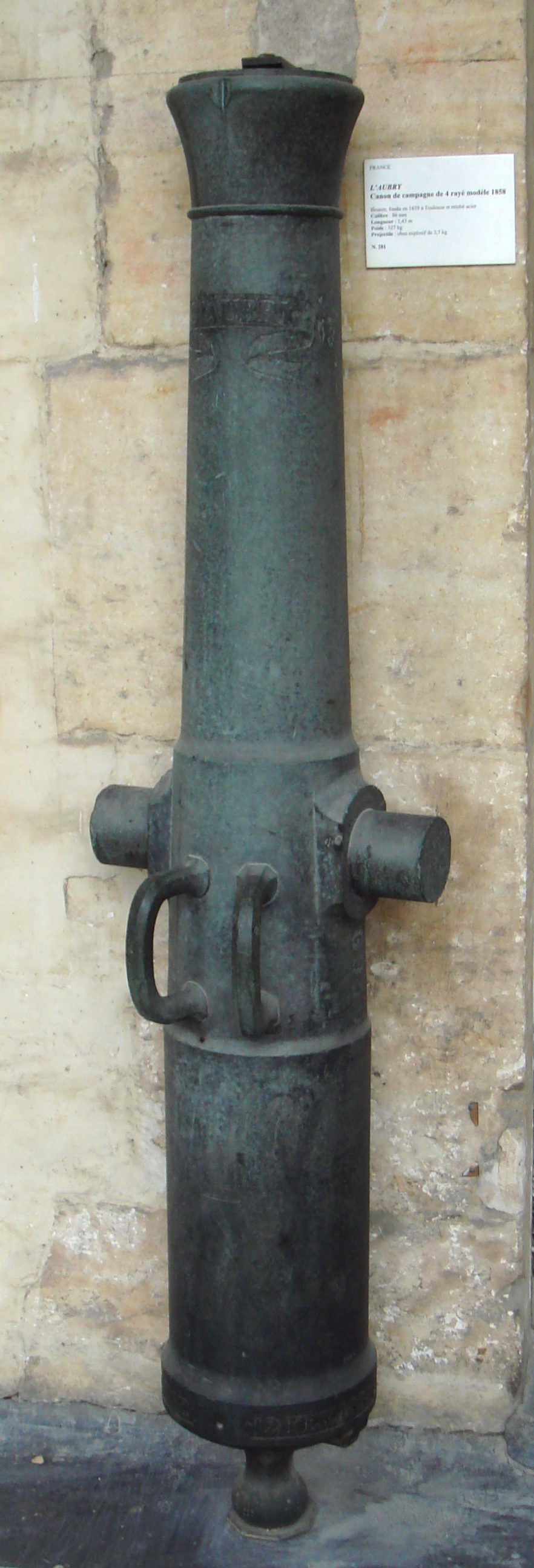
Canon de campagne de 4.

Le canon de 4 modèle 1858 (également connu sous diverses appellations, canon de campagne de 4, canon rayé de 4, canon de 4 La Hitte, etc.) est un canon de campagne français.

## Utilisation
Utilisé à partir de 1858, il charge par la gueule des obus de 4 kg, selon le système Lahitte. Il entra en service dès la campagne d'Italie de 1859.
Il est encore en service lors de la guerre de 1870, par exemple lors de la bataille de l'Hallue ou du siège de La Fère.

## Variante

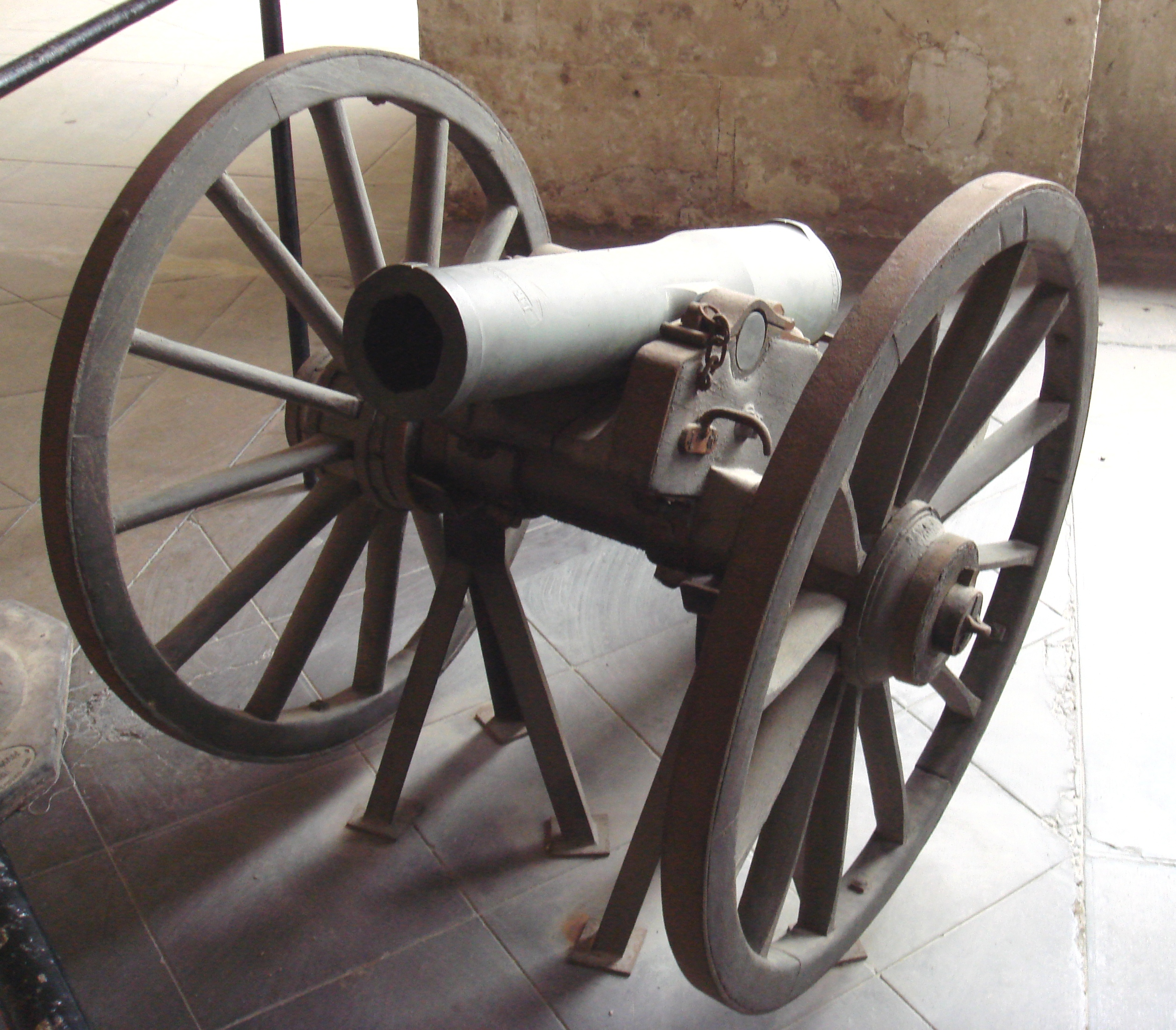
Canon de montagne de 4, modèle 1859 Le Pétulant. Calibre de 86 mm. Longueur 0,82 m. Poids 101 kg (208 kg avec l'affût). Munition: obus de 4 kg.

Sur le modèle du canon de campagne, un canon d'artillerie de montagne, le canon de montagne de 4, modèle 1859.